# Pieter Wesseling
Pieter Wesseling (* 18. August 1942 in Rotterdam) ist ein niederländischer Ingenieurwissenschaftler und Angewandter Mathematiker, der sich mit Numerischer Mathematik befasst. Er war Professor an der TU Delft.
Wesseling studierte Flugzeugingenieurwesen an der TU Delft und wurde 1967 am Caltech bei Paco Lagerstrom promoviert (The driving mechanism of strongly developed Taylor Vortex Flow).
Er befasst sich insbesondere mit numerischer Strömungsmechanik und schrieb ein Standardwerk über Mehrgitterverfahren.

## Schriften
- Principles of Computational Fluid Mechanics, Springer Verlag 2001 (mit Matlab Beispielen)
- An introduction to Multigrid Methods, Wiley 1992, R. T. Edwards 2004
- als Herausgeber High performance computing in fluid mechanics, Kluwer 1996 (Sommerschule TU Delft 1996)